# 281445 Scotthowe
281445 Scotthowe è un asteroide della fascia principale. Scoperto nel 2008, presenta un'orbita caratterizzata da un semiasse maggiore pari a 2,6722429 UA e da un'eccentricità di 0,0462777, inclinata di 5,24463° rispetto all'eclittica.